# Villamiel de la Sierra
Villamiel de la Sierra es una localidad y un municipio situados en la provincia de Burgos, Castilla la Vieja, en la comunidad autónoma de Castilla y León (España), comarca de Alfoz de Burgos, partido judicial de Burgos, cabecera del ayuntamiento de su nombre.

## Geografía

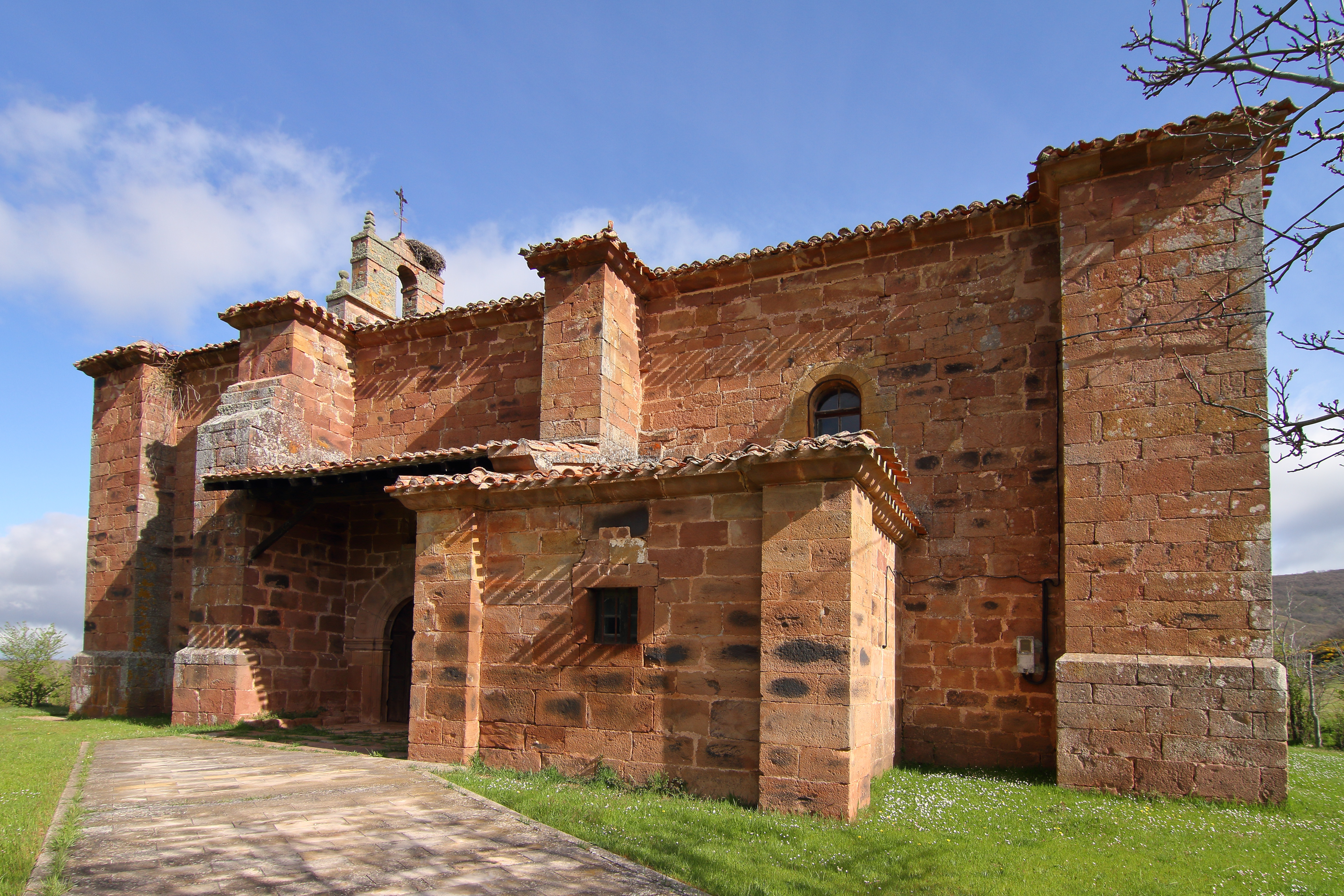
Iglesia de San Pedro Apóstol

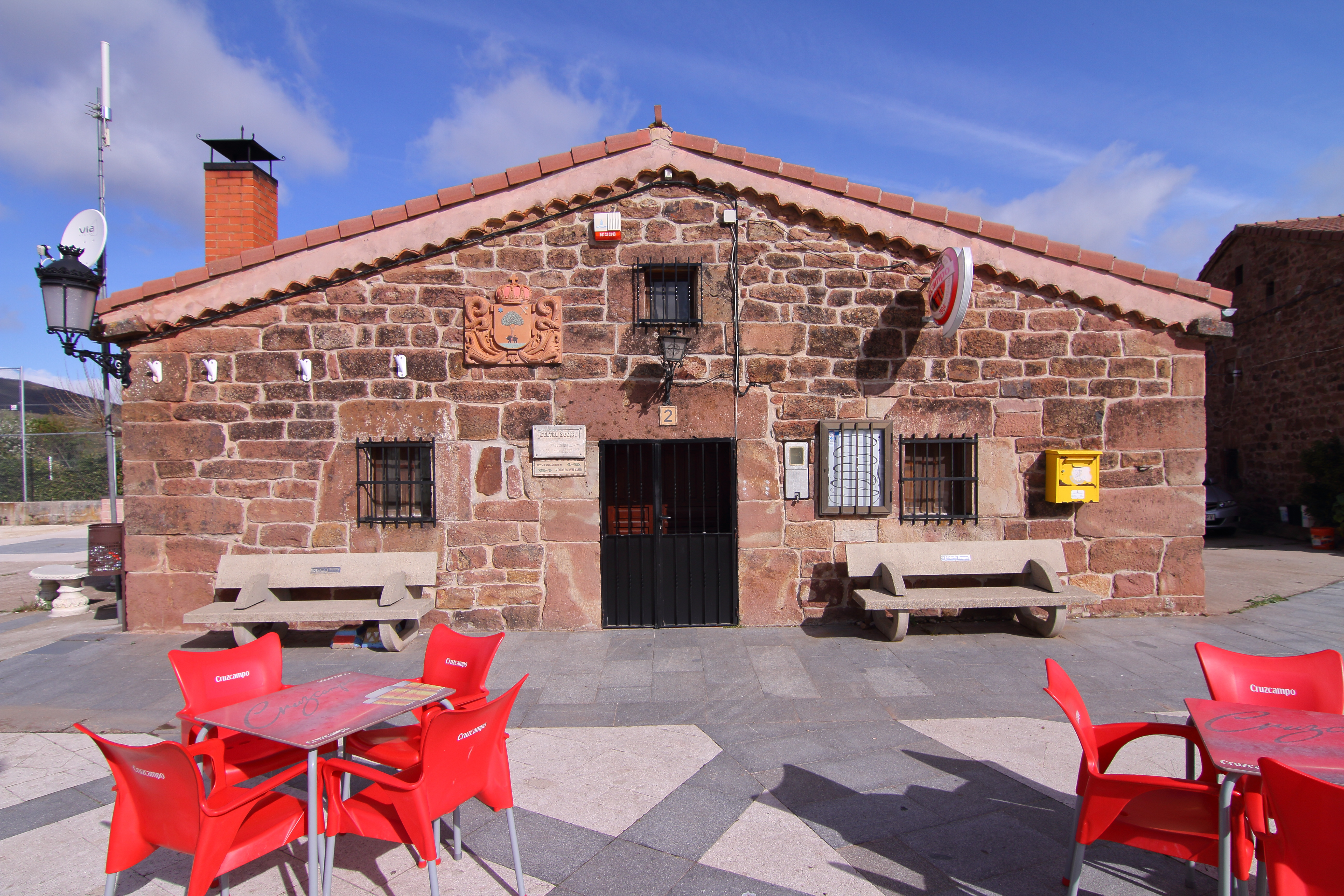
Casa consistorial

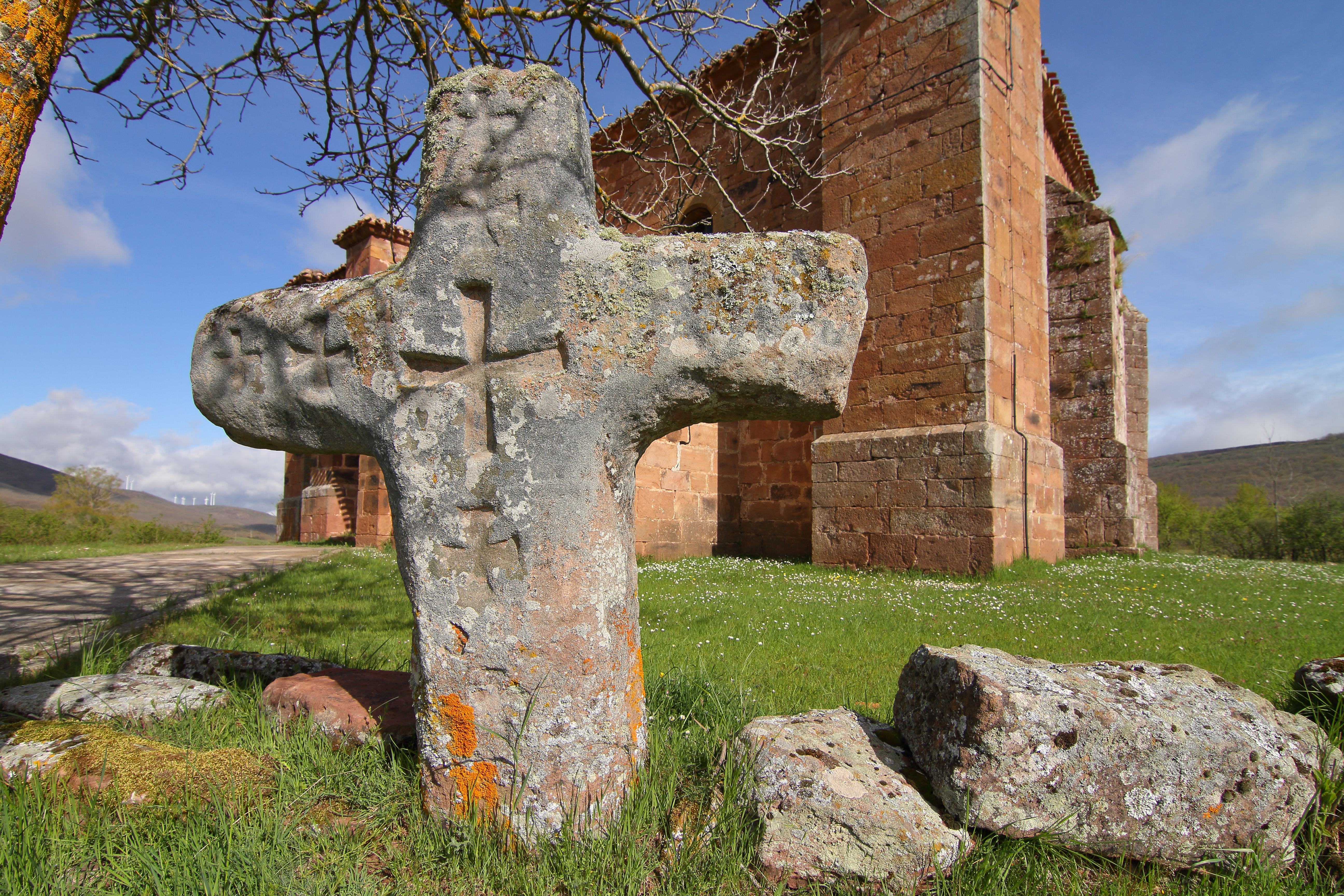
Cruz medieval

Tiene un área de 17,91 km² con una población de 36 habitantes (INE 2007) y una densidad de 2,01 hab/km². 
Villamiel de la Sierra se encuentra ubicado en el valle del río Seco enmarcado entre la Sierra de Mencilla al norte y el más modesto alto del Casarejo al sur. Es una de las 3 villas junto con Palazuelos de la Sierra y Tinieblas de la Sierra de la denominada "Solana del Mencilla".

## Demografía
Villamiel de la Sierra cuenta con una población de 43 habitantes (INE 2024).
| Gráfica de evolución demográfica de Villamiel de la Sierra entre 1842 y 2021                                        |
| |
| Población de derecho según los censos de población del INE Población de hecho según los censos de población del INE |

| 1991 |  | 1996 |  | 2001 |  | 2004 |
| ---- |  | ---- |  | ---- |  | ---- |
| 35   |  | 39   |  | 39   |  | 38   |